# Joyce Giraud
Joyce Marie Giraud Mojica (ur. 4 kwietnia 1975 w Aguas Buenas; znana też jako Joyce Giraud de Ohoven) − portorykańska aktorka, modelka, producentka telewizyjna i aktywistka, była uczestniczka programu Żony Beverly Hills. W 1994 roku wybrana na Miss Portoryko, cztery lata później ubiegała się o tytuł Miss Universe.

## Życiorys
Urodziła się w Aguas Buenas, we wschodniej części Portoryko. Pochodzi z niezamożnej rodziny; gdy była mała, jej matka próbowała utrzymać trzy prace jednocześnie. Uczęszczała na Uniwersytet Międzyamerykański w Portoryko (Universidad Interamericana de Puerto Rico), gdzie uzyskała dwa dyplomy w naukach humanistycznych: z pracy socjalnej oraz pedagogiki specjalnej Rozpoczęła potem karierę w branży mody i stała się jedną z najbardziej reprezentacyjnych modelek w swoim kraju. Dwukrotnie wybrano ją na Miss Portoryko. W 1994 reprezentowała ojczyznę w międzynarodowym konkursie piękności Miss World. W wyborach na Miss Universe 1998 została drugą wicemiss.
Gościnnie wystąpiła między innymi w Słonecznym patrolu (2000) i Modzie na sukces ('00). W komedii przygodowej Miss rozbitków (2004) z udziałem Erica Robertsa i Michaela Jacksona zagrała postać Julie. Wcieliła się następnie w wampirzycę Estrellę w horrorze Pogromca (2006), gdzie partnerował jej Casper Van Dien. W latach 2007–2008 występowała jako strażaczka Angel w sitcomie Turner Broadcasting System House of Payne. Odegrała epizod w thrillerze Davida Finchera Dziewczyna z tatuażem (2011), a następnie powierzono jej główną rolę w serialu mockumentary Siberia (2013), nadawanym przez NBC. Była też jego producentką wykonawczą. Zyskała międzynarodowy rozgłos dzięki udziałowi w programie telewizji Bravo Żony Beverly Hills (2013–'14). W 2017 roku ukazał się horror Smakosz 3, w którym zagrała zastępczynię szeryfa Danę Lang.
Jej mężem jest nominowany do Oscara producent filmowy niemieckiego pochodzenia Michael Ohoven. Para wychowuje dwóch synów.